# ローラ・グラウディーニ
ローラ・グラウディーニ（Lola Glaudini, 1971年11月24日 - ）は、アメリカ合衆国出身の女優である。

## 出演作品

### テレビ
- LAW & ORDER:性犯罪特捜班
- PERSON of INTEREST 犯罪予知ユニット
- ホワイトカラー
- ブルーブラッド 〜NYPD家族の絆〜
- Persons Unknown 〜そして彼らは囚われた（キャット・ダマト）
- LAW&ORDER クリミナル・インテント
- クリミナル・マインド FBI行動分析課（エル・グリーナウェイ）
- 女検死医ジョーダン
- M.I. 緊急医療捜査班
- ERXI緊急救命室（ジェン・ウィットリー）
- ザ・ソプラノズ 哀愁のマフィア（デボラ）
- ラスベガス
- 名探偵モンク
- NYPD BLUE 〜ニューヨーク市警15分署
- エクスパンス -巨獣めざめる- (シャディード警部)
- アンフォゲッタブル 完全記憶捜査（グウェン・シュタイン）
- エージェント・オブ・シールド シーズン3、5（ポリー・ヒントン）

### 映画
- デスバーガー
- インヴィンシブル　栄光へのタッチダウン
- ふたつの過去を持つ男
- ブロウ
- groove -グルーヴ-（レイラ）